# 伴河男
伴 河男（とも の かわお）は、平安時代初期から前期にかけての貴族。参議・伴国道の子。官位は従五位上・下野守。

## 経歴
仁寿4年（854年）従五位下に叙爵し、周防守に任ぜられるが、同年2月には鋳銭長官を兼ねた。
貞観3年（861年）下野介に任ぜられ、貞観5年（863年）従五位上・下野守に叙任される。しかし、貞観8年（866年）4月に応天門の変が発生すると、9月22日に首謀者とされた兄の善男や甥の中庸に連坐して能登国に流罪となった。

## 官歴
『六国史』の記載に従う。
- 時期不詳：正六位上
- 仁寿4年（854年） 正月7日：従五位下。正月16日：周防守。2月16日：鋳銭長官、周防守如元
- 貞観3年（861年） 正月13日：下野介
- 貞観5年（863年） 正月7日：従五位上。2月10日：下野守
- 貞観8年（866年） 9月22日：流罪（能登国）